# Diritto francese
Il diritto della Francia costituisce l'ordinamento giuridico di tipo civile in vigore in Francia. Si tratta di un sistema di leggi con un chiaro divieto di precedenti.
È accanto al diritto tedesco, il sistema legale più influente dell'Europa continentale. Il codice napoleonico francese del 1804 divenne un modello di regolamento di diritto civile nel XIX secolo. Si diffuse inizialmente insieme alle conquiste napoleoniche. È anche diventato un modello per molti codici civili dei paesi sudamericani, mediorientali e nordafricani.

## Rami del diritto
L'ordinamento giuridico si divide in diritto privato, che comprende diritto civile e penale, e diritto pubblico, ovvero diritto costituzionale e amministrativo.
La legge costituzionale si basa sul cosiddetto blocco costituzionale (in francese: bloc de constitutionnalité), che è composto, non soltanto dalla costituzione del 1958, ma anche dalla Dichiarazione dei diritti dell'uomo e del cittadino del 1789, dal preambolo della costituzione del 1946, dai principi fondamentali riconosciuti dalle leggi della Repubblica francese (in francese : PFRLR) e infine dalla Carta ambientale del 2004. 
La costituzionalità degli atti giuridici è controllata dal Consiglio costituzionale (in francese: Conseil Constitutionnel) istituito nel 1958.
Il diritto civile si basa sul codice civile del 1804 (Code civil) notevolmente modificato. Il codice penale francese (in francese: Code pénal) risale al 1994.

## Sistema giudiziario

### Tribunali comuni
I tribunali comuni si occupano di cause civili e penale. Il sistema giudiziario è composto da tribunali di tre istanze: tribunali distrettuali, tribunali d'appello e Corte di cassazione (Cour de cassation).
I giudici sono funzionari del governo, ma hanno una serie di leggi che proteggono la loro indipendenza. I giudici non possono essere trasferiti o promossi senza il loro consenso. L'indipendenza dei giudici e dell'ufficio del pubblico ministero è custodita dal Consiglio superiore della Magistratura (in francese: Conseil supérieur de la magistrature). I membri del consiglio sono il presidente, il ministro della giustizia, i presidenti dei tribunali amministrativi e di cassazione, nonché i giudici e i pubblici ministeri che rappresentano l'autogoverno professionale. Il consiglio decide sulle nomine di giudici e pubblici ministeri, ha il diritto di condurre procedimenti disciplinari contro i giudici.
I giurati prendono parte solo ai casi riguardanti i reati più gravi. Secondo gli standard delle moderne democrazie, in Francia l'accusato è innocente fino a prova contraria oltre ogni ragionevole dubbio.

### Magistratura amministrativa
I tribunali amministrativi si occupano delle controversie tra cittadini e istituzioni statali e tra vari uffici. Qualsiasi decisione del funzionario può essere impugnata. La magistratura amministrativa, come quella comune, prevede la possibilità di ricorso. Le sentenze dei tribunali amministrativi distrettuali possono essere impugnate dinanzi ai tribunali amministrativi d'appello e l'istanza più alta che può essere appellata è il Consiglio di Stato (Conseil d'État), in particolare il suo dipartimento legale.
Il Consiglio di Stato è un organo governativo che svolge due funzioni: consultiva (consiglia il governo su progetti di legge e ordinanze) e giudiziaria (è l'istanza più alta della magistratura amministrativa). Formalmente il Presidente del Consiglio è il capo del Consiglio di Stato, ma la guida effettiva è esercitata dal vicepresidente, nominato con decreto del Consiglio dei ministri. Lo stretto legame del Consiglio di Stato con l'amministrazione governativa è talvolta oggetto di controversia in merito alla sua indipendenza quando si esaminano i reclami sulle azioni degli organi della pubblica amministrazione.
Il Consiglio di Stato riceve anche denunce sulle decisioni del governo. Se i regolamenti esecutivi o altre decisioni del potere esecutivo sono incompatibili con le leggi oi principi generali dello Stato di diritto, possono essere annullati con una sentenza di questo organo.

### Consiglio costituzionale
Il Consiglio costituzionale (in francese: Conseil constitutionnel) è una corte costituzionale che esamina gli atti giuridici in termini di conformità alla Costituzione e ai trattati internazionali. Una mozione per avviare un procedimento dinanzi al Consiglio costituzionale può essere presentata dal presidente, dal presidente del Senato (président du Sénat), dal presidente dell'Assemblea nazionale (président de l'Assemblée nationale), dal primo ministro, 60 senatori o 60 deputati. Allo stesso tempo, il tribunale può dichiarare disposizioni incostituzionali contrarie alla Dichiarazione dei diritti dell'uomo e del cittadino (Déclaration des Droits de l'Homme et du Citoyen) e alla Convenzione europea dei diritti dell'uomo.
Il Consiglio costituzionale è composto da 9 membri, di cui 3 nominati dal presidente, 3 dal presidente del Senato e 3 dal presidente dell'Assemblea nazionale. Inoltre, gli ex presidenti francesi hanno il diritto di sedere nel consiglio. È caratteristico che i membri del consiglio non abbiano bisogno di avere un'istruzione legale, ma è diventata consuetudine costituzionale per loro avere tale istruzione.

### Tribunali di transazione
Il sistema di transazione giudiziaria è responsabile del controllo delle finanze dello Stato e di altre istituzioni pubbliche. La sua struttura si basa sui tribunali locali per la risoluzione delle controversie e il suo organo di appello è la Corte dei conti (Cour des comptes). Questo organo pubblica un rapporto annuale che a volte diventa una questione preliminare per le attività della procura.